# Alexander Onischuk
Alexander Onischuk (originàriament, en ucraïnès, Олександр Оніщук, Oleksandr Onisxuk) és un jugador d'escacs estatunidenc nascut el 3 de setembre de 1975 a Sebastòpol (Ucraïna), que té el títol de Gran Mestre des de 1994. Fou Campió dels Estats Units el 2016.
Tot i que roman inactiu des de l'abril de 2019, a la llista d'Elo de la FIDE de l'agost de 2020, hi tenia un Elo de 2649 punts, cosa que en feia el jugador número 11 dels Estats Units, i el 108è millor jugador del rànquing mundial. El seu màxim Elo va ser de 2701 punts, a la llista de juliol de 2010 (posició 37 al rànquing mundial).

## Resultats destacats en competició
Tot i que va néixer a Crimea, llavors a l'RSS d'Ucraïna, el 2001 va emigrar als Estats Units, i viu actualment a Virgínia del Nord. El 2001 empatà al primer lloc al World Open de Filadèlfia (el campió al desempat fou Alexander Goldin)
El 2005 ocupà els llocs 2n-7è a Buenos Aires, al Campionat Panamericà, rere Lázaro Bruzón, i empatat amb un grup de forts GMs, entre els quals hi havia entre d'altres Gata Kamsky, Julio Granda, Giovanni Vescovi i Gilberto Milos, A finals de l'any 2005, va participar en la Copa del món de 2005 a Khanti-Mansisk, un torneig classificatori per al cicle del Campionat del món de 2007, on tingué una actuació raonable, i fou eliminat en segona ronda per Lázaro Bruzón. El 2006 es proclamà Campió dels Estats Units.
Onischuk participà en el fort Festival International de Biel de 2007, on hi fou segon rere Magnus Carlsen, puntuant 5½/9 com en Carlsen, però perdent en el matx de desempat. El mateix any fou 3r al Torneig Aerosvit a Phoros, i 2n al Campionat d'escacs dels Estats Units.
El 2008 fou 1r en el XXI Memorial Carlos Torre, a Mérida (Mèxic), 1r-4t a la Spice Cup, 2n al Campionat d'escacs dels Estats Units, 3r per equips a l'Olimpíada de 2008, i 3r a Poikovski, Rússia.
El 2009 fou 1r a l'obert de Moscou, 1r al Campionat obert de Mèxic, i 3r al Campionat d'escacs dels Estats Units.
El 2010 fou 1r a l'obert de St. Louis, 1r a la Spice Cup - Lubbock, 3r al Campionat d'escacs dels Estats Units, 1r al Campionat obert de Mèxic, i medalla d'or individual al segon tauler, al Campionat del món per equips celebrat a Bursa. Obtingué també la medalla d'argent per equips.
Entre l'agost i el setembre de 2011 participà en la Copa del món de 2011, a Khanti-Mansisk, un torneig del cicle classificatori pel Campionat del món de 2013, i hi tingué una raonable actuació. Avançà fins a la segona ronda, quan fou eliminat per David Navara (½-1½).
L'agost de 2013 participà en la Copa del Món de 2013, on tingué una actuació regular, i arribà a la segona ronda, on fou eliminat per Leinier Domínguez ½-1½.
El 2017 empatà al primer lloc al Campió dels Estats Units amb Wesley So, amb 7/11 punts, però després va perdre el playoff de ràpides de desempat.